# Kionophyton
Kionophyton é um género botânico pertencente à família das orquídeas (Orchidaceae).

## Espécies
- Kionophyton pollardianum
- Kionophyton pyramidalis
- Kionophyton riodelayensis
- Kionophyton sawyeri
- Kionophyton seminuda